# Jodocus Temme
Jodocus Donatus Hubertus Temme (Lette, Westfalia, 22 de octubre de 1798 - Zúrich, 14 de noviembre de 1881) fue un jurista, político y literato alemán.

## Biografía
Desde 1832 desempeñó varias magistraturas; en 1839 fue presidente del Tribunal municipal y provincial de Berlín; en 1844 se trasladó a Tilsit y en 1848 fue presidente del Tribunal de Apelación de Münster.
Temme, tanto en la Asamblea Nacional Prusiana como en el Parlamento de Fráncfort, militó en la extrema izquierda, y en 1849, por haber tomado parte en las llamadas "Decisiones de Stuttgart", se vio imputado en un proceso de alta traición y aunque fue declarado inocente al cabo de nueve meses de reclusión, en 1851 se le separó del servicio del Estado.
En 1852 aceptó la cátedra de Derecho penal de la Universidad de Zúrich.